# Masdevallia biflora
Masdevallia biflora är en orkidéart som beskrevs av Eduard August von Regel. Masdevallia biflora ingår i släktet Masdevallia och familjen orkidéer. Inga underarter finns listade i Catalogue of Life.

## Bildgalleri

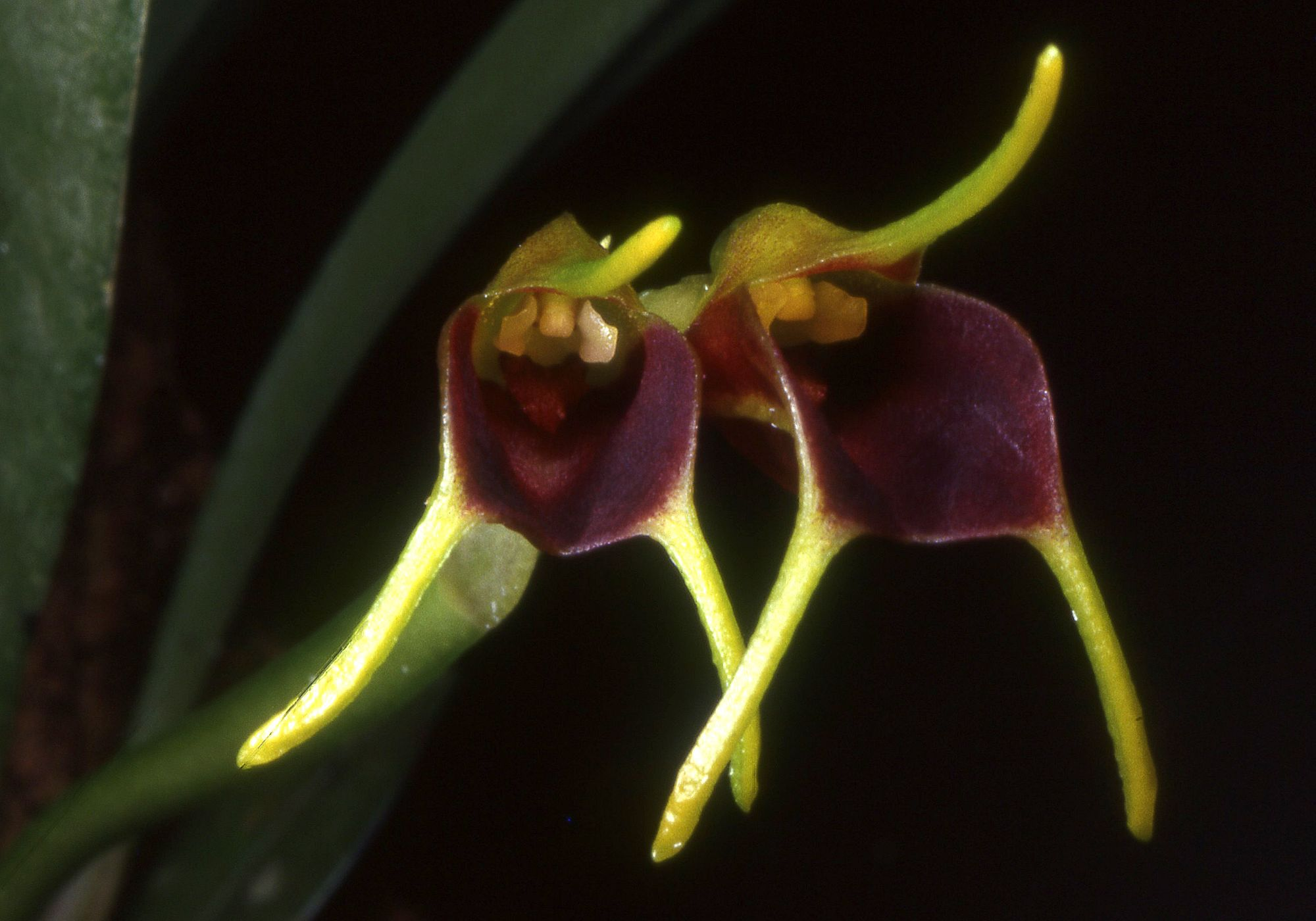
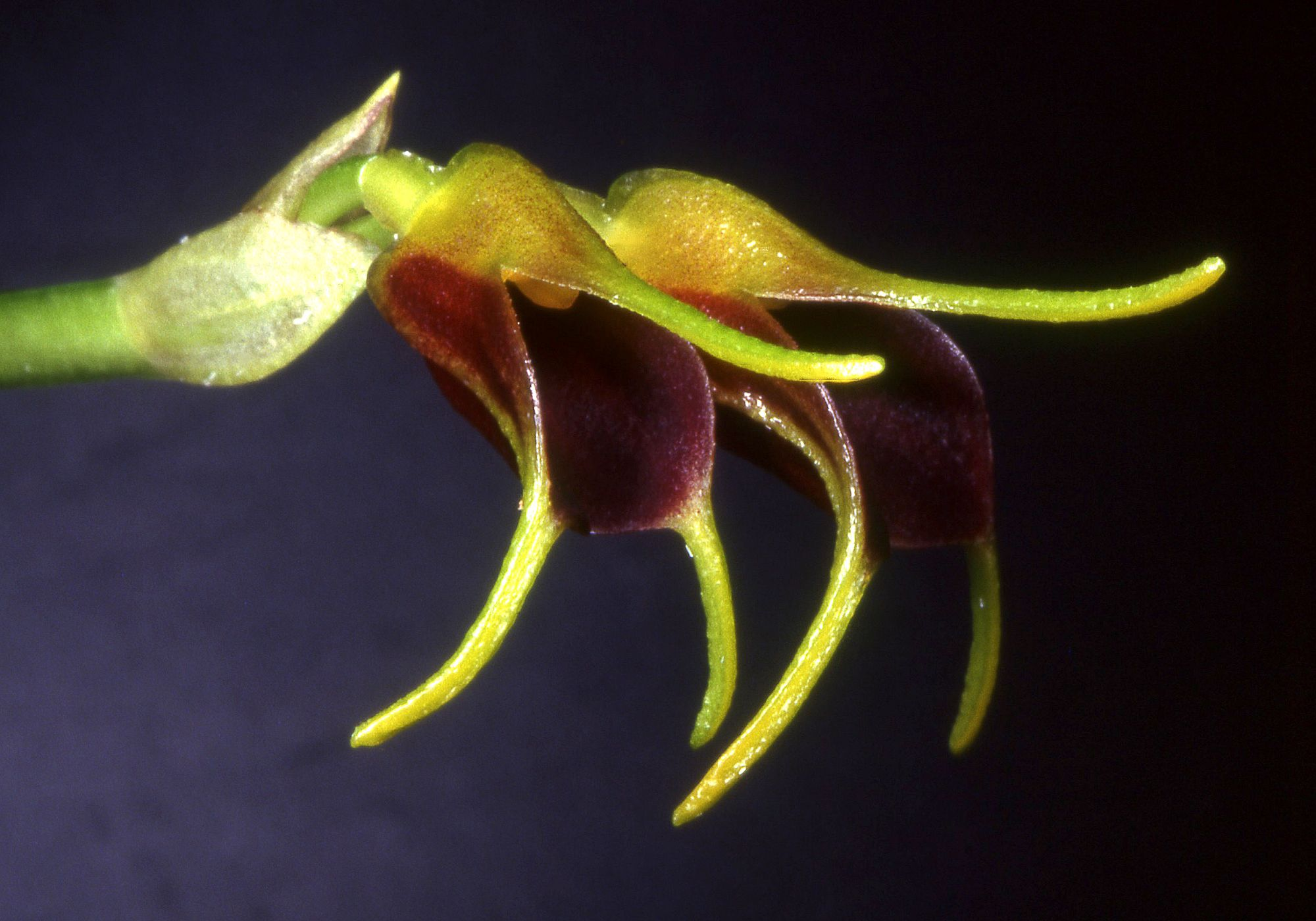
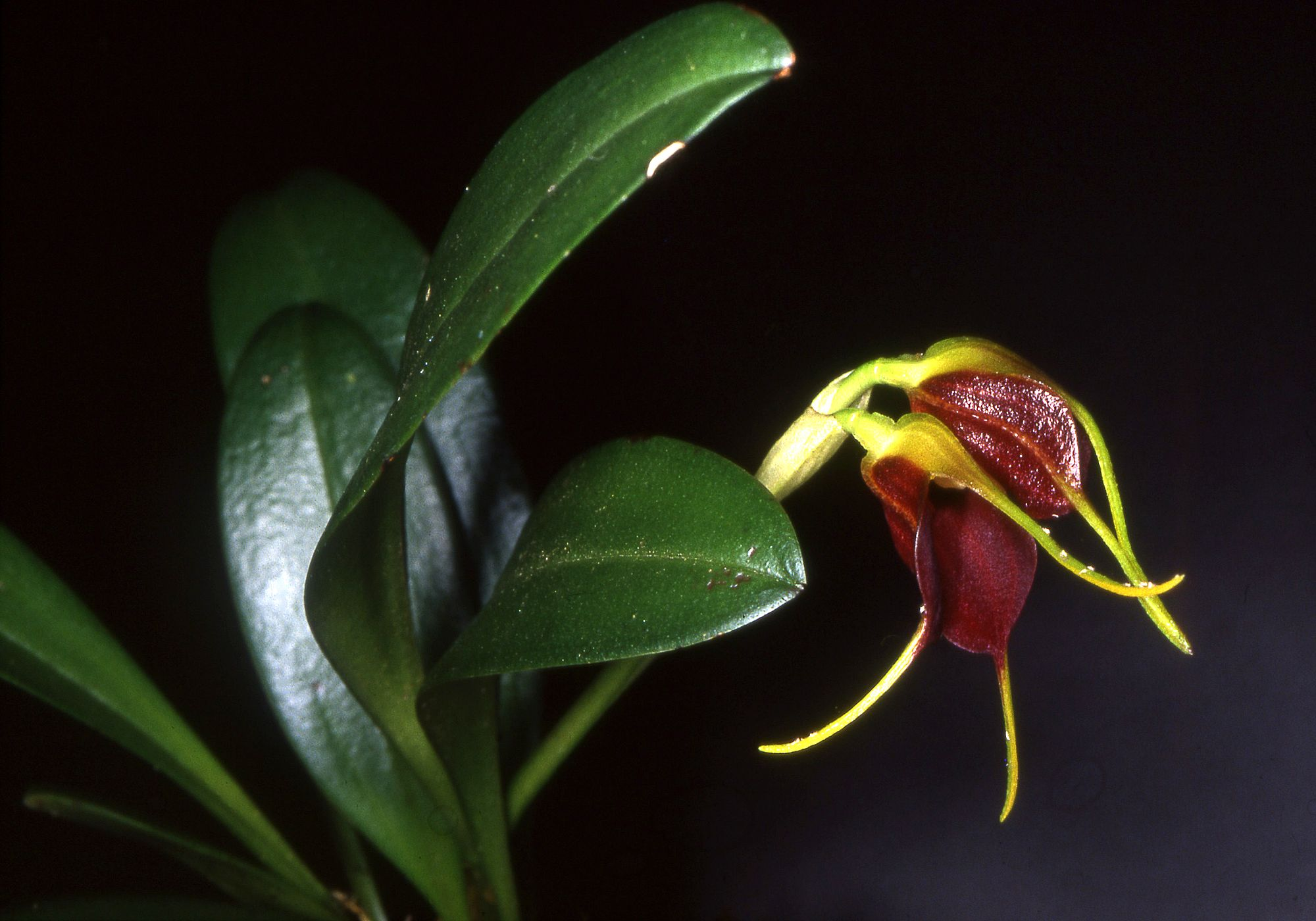
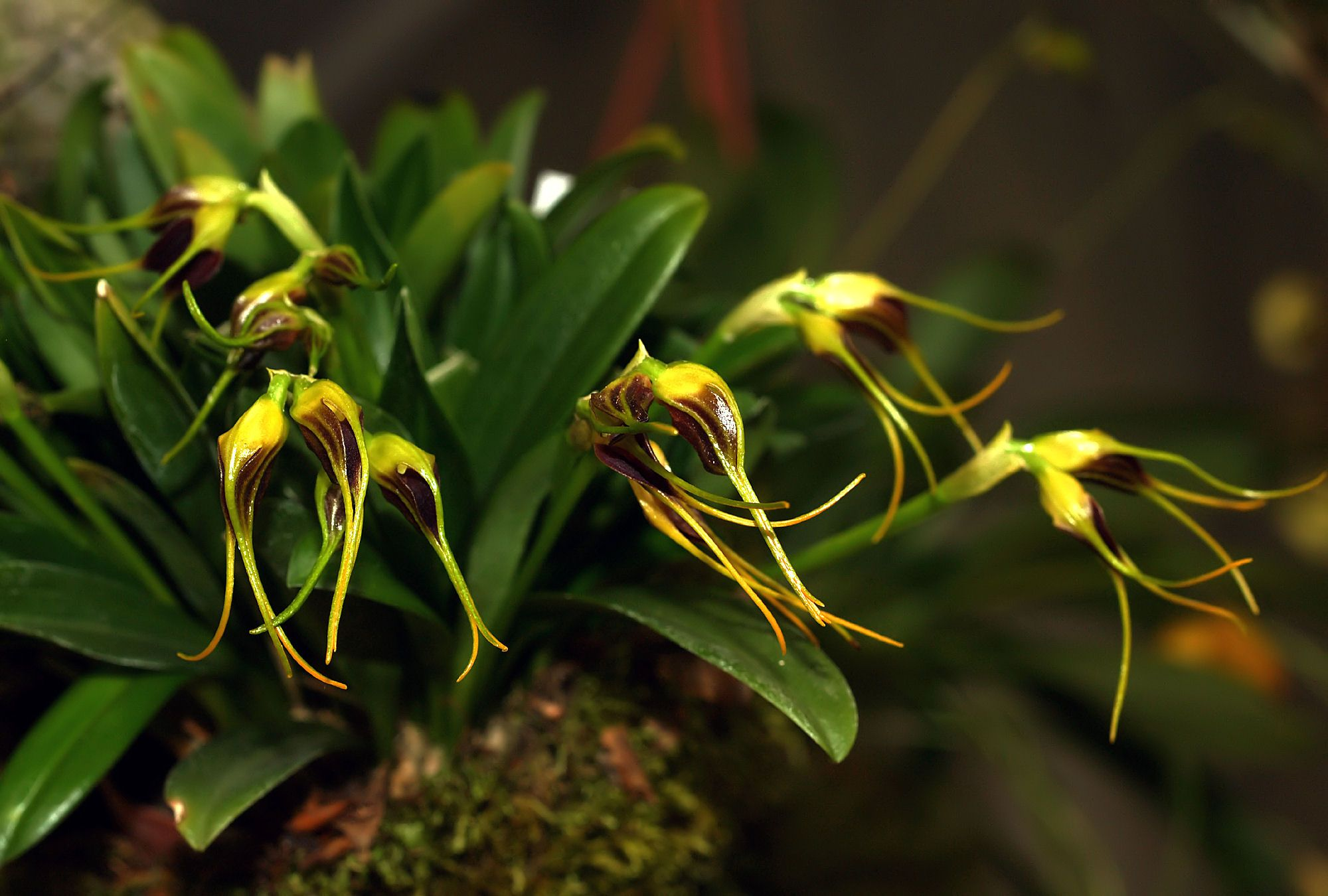